# Oederastria ectorhoda
Oederastria ectorhoda là một loài bướm đêm trong họ Noctuidae.